# Vladimir Lučić
Vladimir Lučić (Belgrado , 17 de junho de 1989) é um basquetebolista profissional sérvio que atualmente defende o FC Bayern de Munique na Basketball Bundesliga. O atleta possui 2,02m de altura, pesa 91 kg e atua na posição ala e ala-pivô.

## Títulos e Honrarias

### Clubes
- 5x  Campeão da Liga Sérvia 2009-13 (Partizan Belgrado)
- 4X  Campeão da Copa Radivoj Korać 2009-12 (Partizan Belgrado)
- Campeão da Liga Adriática 2009-2011, 2013
- Campeão da ULEB Eurocup 2014 (Valencia)

### Seleção
Vladimir Lučić tem participado da seleção sérvia desde a categoria sub20 e seleções "B" como na que disputou a Universíada 2011 e os Jogos do Mediterrâneo de 2009. Fez parte da equipe que disputou a classificação para o EuroBasket 2013

## Ligações Externas
- Página de Vladimir Lucic no Sítio da Liga ACB